# Юхары-Тайган
 Юхары́-Тайга́н (укр. Юкари-Тайган, крымскотат. Yuqarı Tayğan, Юкъары Тайгъан - Верхний Тайган) — исчезнувшее село в Белогорском районе Республики Крым. Располагалось на юго-западе района, в горах Главной гряды Крымских гор, практически, в северных отрогах Караби-яйлы, в верховьях ручья Молбай-Узень, примерно к полукилометре к северу от современного Пчелиного.

## История
Первое документальное упоминание села встречается в Камеральном Описании Крыма… 1784 года, судя по которому, в последний период Крымского ханства Юкары Тайган входил в Карасубазарский кадылык Карасубазарского каймаканства. После присоединения Крыма к России (8) 19 апреля 1783 года, (8) 19 февраля 1784 года, именным указом Екатерины II сенату, на территории бывшего Крымского Ханства была образована Таврическая область и деревня была приписана к Симферопольскому уезду. После Павловских реформ, с 1796 по 1802 год, входила в Акмечетский уезд Новороссийской губернии. По новому административному делению, после создания 8 (20) октября 1802 года Таврической губернии, Юхары-Тайган был включён в состав Аргинской волости Симферопольского уезда.
По Ведомости о всех селениях в Симферопольском уезде состоящих с показанием в которой волости сколько числом дворов и душ… от 9 октября 1805 года в деревне Юхары-Тайган числилось 13 дворов, 54 крымских татарина и 39 цыган. На военно-топографической карте генерал-майора Мухина 1817 года деревня обозначена как Кучук-Тайган с 24 дворами. После реформы волостного деления 1829 года Юхары Тайган, согласно «Ведомости о казённых волостях Таврической губернии 1829 г», остался в составе преобразованной Аргинской волости. На карте 1836 года в деревне 13 дворов. Затем, видимо, вследствие эмиграции крымских татар в Турцию, деревня опустела и на карте 1842 года Юхары-Тайган обозначен условным знаком «малая деревня», то есть, менее 5 дворов.
В 1860-х годах, после земской реформы Александра II, деревню приписали к Зуйской волости. В «Списке населённых мест Таврической губернии по сведениям 1864 года», составленном по результатам VIII ревизии 1864 года, Юхары-Тайган — владельческая татарская деревня с 2 дворами, 10 жителями и мечетью при фонтане. По обследованиям профессора А. Н. Козловского начала 1860-х годов, в селении «имеются в изобилии родники и горные ручейки», также были колодцы с пресной водой глубиной не более 3—5 саженей (6—10 м). На трёхверстовой карте Шуберта 1865—1876 года в деревне обозначено 7 дворов. В «Памятной книге Таврической губернии 1889 года» по результатам Х ревизии 1887 года Юхары-Тайган записан с 14 дворами и 82 жителями.
После земской реформы 1890-х годов деревня осталась в составе преобразованной Зуйской волости. Согласно «…Памятной книжке Таврической губернии на 1892 год», в деревне Юхары-Тайган, входившей в Аргинское сельское общество, был 31 житель в 3 домохозяйствах, все безземельные. По «…Памятной книжке Таврической губернии на 1902 год» в деревне Юхары-Тайган, входившей в Аргинское сельское общество, числилось 99 жителей в 3 домохозяйствах. На подробной карте 1893 года в деревне обозначено 16 дворов с татарским населением. По Статистическому справочнику Таврической губернии. Ч.II-я. Статистический очерк, выпуск шестой Симферопольский уезд, 1915 год, в деревне Юхары-Тайган (на земле Арцыбашева) Зуйской волости Симферопольского уезда числилось 20 дворов с татарским населением в количестве 77 человек приписных жителей, из которых 42 мужчин и 35 женщин. В хозяйствах имелось 42 лошади, 14 коров и 150 голов мелкого скота.
После установления в Крыму Советской власти, по постановлению Крымревкома от 8 января 1921 года была упразднена волостная система и село вошло в состав вновь созданного Карасубазарского района Симферопольского уезда, а в 1922 году уезды получили название округов. 11 октября 1923 года, согласно постановлению ВЦИК, в административное деление Крымской АССР были внесены изменения, в результате которых округа ликвидировались, Карасубазарский район стал самостоятельной административной единицей и село включили в его состав. Согласно Списку населённых пунктов Крымской АССР по Всесоюзной переписи 17 декабря 1926 года, в селе Юхары-Тайган, центре упразднённого к 1940 году Юхары-Тайганского сельсовета Карасубазарского района, числился 31 двор, из них 30 крестьянских, население составляло 135 человек, из них 130 татар и 5 русских. В последний раз в доступных источниках селение, как Охтансал, встречается на карте 1942 года, а в ближайших документах — указах о переименованиях 1945 и 1948 годов оно уже не значится.

### Динамика численности населения
| - 1805 год — 93 чел. - 1864 год — 10 чел. - 1889 год — 82 чел. - 1892 год — 31 чел. | - 1902 год — 99 чел. - 1915 год — 77 чел. - 1926 год — 135 чел. |